# Суле, Клод
Клод Андре Суле (фр. Claude André Soulé; 14 ноября 1911, III округ Парижа — 13 декабря 1969, IV округ Парижа) — французский хоккеист на траве, нападающий. Участник летних Олимпийских игр 1936 года.

## Биография
Клод Суле родился 14 ноября 1911 года во французском городе Париж.
Играл в хоккей на траве за «Стад Франсез» из Парижа.
В 1936 году вошёл в состав сборной Франции по хоккею на траве на летних Олимпийских играх в Берлине, занявшей 4-е место. Играл на позиции нападающего, провёл 5 матчей, забил 4 мяча (три в ворота сборной Нидерландов, один — Бельгии).
Умер 13 декабря 1969 года в Париже.